# サミュエル・コルト

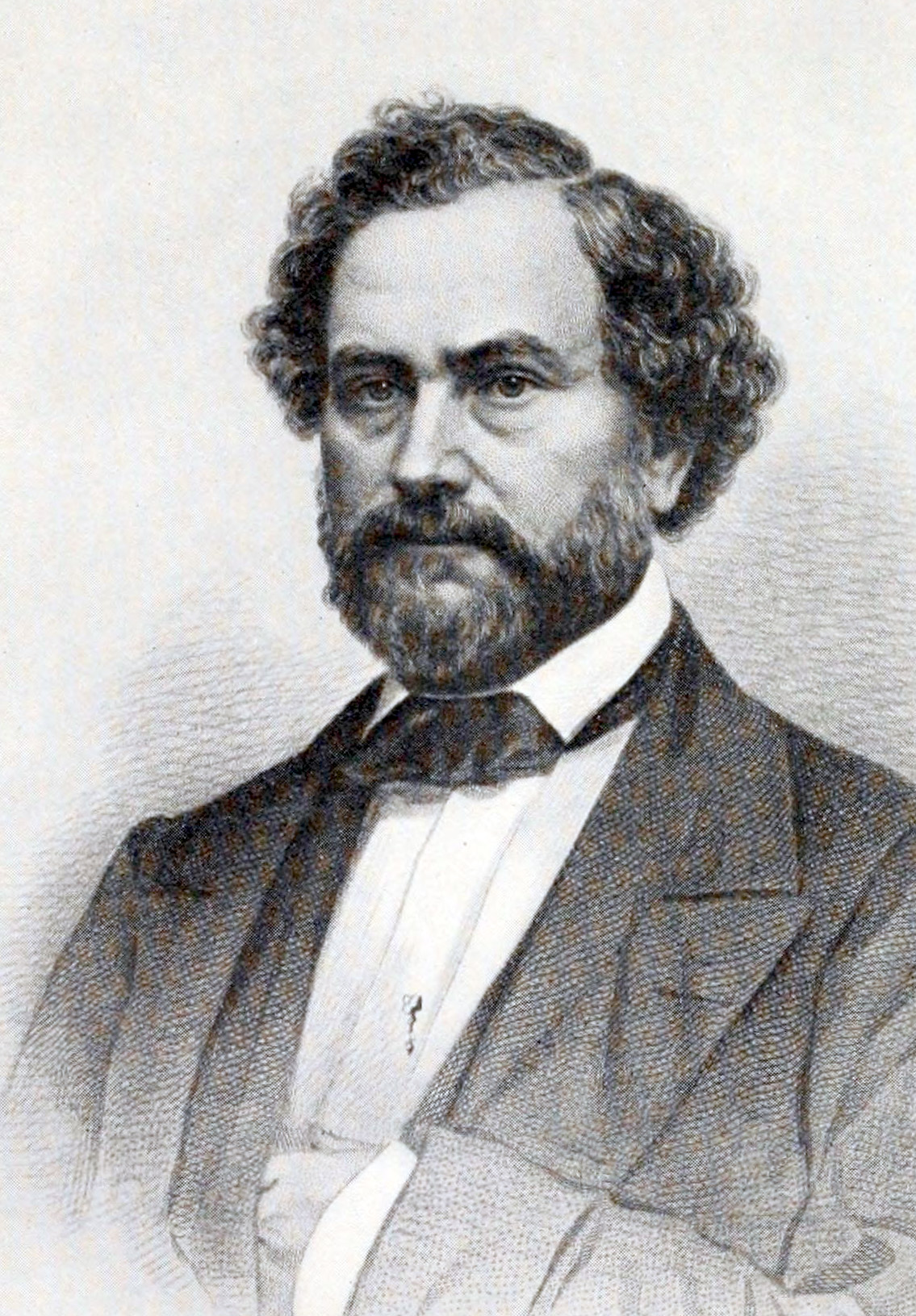
サミュエル・コルト

サミュエル・コルト（英: Samuel Colt、1814年7月19日 - 1862年1月10日）は、アメリカ合衆国の発明家および工場経営者である。コルト特許武器製造会社（現在はコルト製造会社）を創設し、リボルバー拳銃を普及させたことで広く知られている。コルトの発明による産業への貢献は、武器歴史家のジェイムズ・E・サーヴンによって、「アメリカの武器の運命を作り上げた」と表現された。

## 生涯

### 生い立ちと青年時代
父親クリストファー・コルトはアメリカ合衆国コネチカット州の農夫であり、転職して実業界に入った時に家族でハートフォードに転居した。母親のサラ・コールドウェルはコルトが7歳になる前に死去している。五男三女の8人兄弟で、姉妹2人は子供の間に死去、もう一人は後に自殺したが、生き延びた兄弟はコルトの事業に重要な役割を果たしている。11歳の時に父が再婚、継母のオリーブ・サージェントに育てられた。
若い時期に乗馬用拳銃を手に入れており、それに魅惑されたことが生涯の事業に導くことになった。
11歳でグラストンベリーの農場に年季奉公に出され、雑用をしながら学校に通った。グラストンベリーでは、聖書の勉強の代わりに読んだ科学系の事典である「知識の大要」に影響される。この事典にはロバート・フルトンや火薬に関する記事が載っており、どちらも動機とアイディアを与えた。買い物に出かけた時、二重銃身のライフルの成功に関する軍人の話を漏れ聞き、さらに5、6度続けて発射できる銃の可能性についても聞いたと伝えられている。そこで「知識の大要」を読むと、フルトンや他の数人の発明家が、それまで不可能と思われていたことを成し遂げたことを知り、自分でも発明家になって「不可能な」銃を創ることを決心した。
1829年にはマサチューセッツ州ウェアにあった父の繊維工場で働き始め、工具や素材および工場労働者の専門技能に触れた。以前に事典で得たアイディアと技術知識を使って、自家製の電気式火薬電池を作り、ウェア湖で爆発させた。
父の指示で海洋交易を覚えるため、1832年にコロ号でボストンから船出すると、カルカッタへ宣教のために向かう宣教師に仕える。リボルバー拳銃の概念は、この航海の間に船の動輪を観察したことから生まれたと後に語っている。「動輪がどっちの方向に回転しようと、それぞれのスポークが常にクラッチとかみ合うように線で接することを見つけ、リボルバーの考えがまとまった 」。
1832年にアメリカに戻り、父の工場でまた働く。父は2丁の拳銃の製造に必要な資金を提供したが、息子のアイデアが愚かなものと信じていたので、賃金の安い機械工のみを雇った。そうしてできた拳銃の品質はお粗末であり、1丁は弾丸を発射すると爆発し、もう1丁は弾が全く出てこなかった。
同時期にコルトは工場の化学者から、亜酸化窒素（笑気）について学んだ。間もなく移動実験室を持ってアメリカやカナダを回り、笑気ガスの実演を行うことで生活の資を稼いだ。この時期にボルチモア出身の適切な銃鍛冶を使って、銃造りの手配もした。1832年にはリボルバーの特許を申請し、「雛形を持って戻る」と宣言した。

### 銃の製作
フリントロック式銃を改良して特許を取ったボストン市民、E・H・コリアーの足跡を辿って1835年イギリスに渡り、最初の特許（第6909号）を取得した。この時、銃の製造者やイギリスの役人はその銃に欠陥を見つけられなかったので、特許の付与を躊躇していた。次にフランスに渡ってその発明の販売促進を行う。2007年発行の「時の魂」によれば、コルトはアメリカとフランスの間に起こりつつあった紛争に気付いたが、愛国的な大望は祖国に仕えることであり、船で戻ることにしたが、その帰路の中、イギリスが入って調停したことを知り、祖国に仕えたい大望は消えてしまった。ニュージャージー州パターソンで武器を造ることを決めたのは、この出来事の時と考えられている。家に戻るとすぐワシントンD.C.に急行し、1836年2月25日に後に第X9430号とされた「リボルバー拳銃」で特許を取得した。
この器械と1839年8月29日付け特許第1304号は、コルトのパターソン・ピストルと名付けた、回転式後装填折り返し引き金武器の基本原理を保護する事になった。
1836年4月にニューヨーク州とニュージャージー州の投資を集めて株式会社を設立。投資家の政治的なコネを使って、3月5日にニュージャージー州議会の認可を得、社名は「コルト特許武器製造会社」とした。コルトは、銃が売れるごとに自分の特許権に応じて特許使用権料を受け取ることとし、もし会社が解散した場合は、特許権が自分に戻されるという契約にした。
この最初の「実使用リボルバーと最初の連続発射火器」は、パーカッション式の技術を集約することで可能となった。これは後に工業や文化の遺産に繋がる始まりであり、軍事工学の発展に計り知れない貢献を果たした。皮肉なことに、後に革新的な改良を行った銃の名前が「ピースメーカー」だったことは象徴的である。
コルトは自分の設計したものが、コリアーの回転式フリントロック銃の単なる実用化であったので、リボルバーを発明したとは言わなかった。コリアーの発明はイギリスで特許を取得しており、そこでは大きな評価があった。
だが幸運なことに、類似の請求を行ったライバル発明家のダーリング兄弟より、2ヶ月早く特許を確保できていた。
コルトは互換性のある部品の製作にも大きな貢献を果たしている。当時の銃は手作りで高価だったが、一部の部品は既に機械で作られていたので、全ての部品を機械で作ることと、部品に互換性を持たせることを考えた。すなわち次の目標は製造ラインであった。父に宛てた手紙で「最初の作業者は最も重要な部品の2,3を受け持ち、...確認して次の者に渡す。次の者は部品を組み立てさらに次の者に渡す。その次の者は、と同じように繰り返して最後に完成品を仕上げる。」と書いている。

### 初期の問題および失敗
コルトは前述のための新しい機械の予算を会社の所有者に掛け合ったが、説得するのに難渋したので、路上での興行に戻った。雑貨屋で人々に銃を実演するのはうまく行かず、従兄弟から借金をしてワシントンD.C.に行き、アンドリュー・ジャクソン大統領に掛け合った。ジャクソンはコルトの銃を認め、ジャクソンが認めたという文書を書いた。この承認を得たコルトはアメリカ合衆国議会を通じて、軍隊での実演の機会を得たが、その武器を買うという予算までは付かなかった。サウスカロライナ州が50挺ないし75挺を買うという約束をしたが、会社が製造を迅速に始めなかったので失敗している。
リボルバーを売るときに何度も直面した問題は、1808年の州兵法の規定を変えることが出来なかったことで、州兵法の下で購入される武器は、合衆国で現に使われているものに限られていた。言いかえれば州兵は、アメリカ国軍に使われていない武器を購入する予算を付けることが、公式には許されていなかった。
マーティン・ヴァン・ビューレンが大統領になると、続いて起こった経済危機で会社は破産したが、フロリダで起こったセミノール戦争で救われた。この時に初めて、リボルバー拳銃とリボルバー・マスケット銃が同時に販売できている。フロリダの兵士は新しい武器を愛用したが、また一つの問題が持ち上がった。通常とは異なる撃鉄内蔵型の設計があり、当時の常識を60年ぐらい先行していた。当時としては撃鉄を外付けした銃に慣れた兵士に訓練するのが難しく、多くの好奇心の強い兵士がロックを取ってしまった。このことは部品の破損につながり、ねじ山が削げて弾詰まりを起こした。コルトは直ぐに設計をやり直し、撃鉄を外付けにした。
1843年末、州兵法やその他多くでトラブルを経験し、フロリダに渡した拳銃の支払いも失われ、パターソンの工場は閉鎖された。

### 2人のサム
コルトは長く製造を止めているつもりはなかったが、それから間もなく、水中電気起爆装置の売込みをやっている時に、サミュエル・モールスと出会う。2人は友人となり、政府からの出資を働きかけた。コルトの考案した耐水性ケーブルが、モールスの考えていた湖・川・湾を通す電信線に有効と分かり、特に大西洋を渡す新しい海底ケーブルを敷設するときは、共同で事業を行った。
1841年末にイギリスとの関係が緊張していたこともあり、議会からの予算を得て、コルトはアメリカ政府に水中機雷の説明を始めた。1842年には1隻の船を破壊することに成功したので、海軍とジョン・タイラー大統領の満足を得ることができた。しかし個人的にコルトを嫌っていた、マサチューセッツ州選出のジョン・クィンシー・アダムズ下院議員が、その計画を止めさせてしまった。
コルトは続いて耐水性電信ケーブルの製造に集中した。この事業はモールスの発明で活気付くと信じており、ケーブル1マイル当たり50ドルを売り上げた。このケーブルをもっと広い市場に出すため、電信会社への売り込みも始めた。

### リボルバーの復活
1847年の米墨戦争でコルトは、アメリカ合衆国政府、コルトが生産した最初のリボルバーを手に入れていたサム・ウォーカー大尉、およびテキサスレンジャーズから、1,000挺のリボルバーの注文を受け、これで事業を再度立ち上げることができた。この時には工場や雛形も無かったので、既に銃製造業を始めていた、イーライ・ホイットニー・ジュニアの助けを借りた。コルトとウォーカー大尉は新しい改良型のモデルを作り、ホイットニーが最初の1,000挺と追加注文のあった1,000挺を生産し、コルトは1挺につき10ドルの利益を得る。その後ハートフォードでコルト火器製造会社が作られた。回転銃尾拳銃は大変な人気を呼び、「コルト」がリボルバーを指す一般名詞になった。ゴールドラッシュと西部への拡大によって、コルトの事業は活況を呈し、ハートフォードの工場は絶え間ない拡張を強いられた。
特許権について、初期の頃は利益を挙げられなかったので、権利期間の延長が認められた。その後は誰かがその特許権に抵触するのを、待って訴訟を起こした。訴訟にも勝って、ライバル会社が製造した拳銃の特許権料を受け取り、その会社が製造を中止するように追い込んだ。実質的な独占を果たし、国際的緊張関係のために需要が高いヨーロッパにも売り込んだ。それぞれの国で「他の国がコルトの拳銃を装備している」と言えば、装備が遅れることを恐れる多くの国々から、大きな注文を得ることができた。

### その後
コネチカット川のほとりに広大な土地を買い、さらに大きな工場（コルト・アーモリー）、アームズミア（「武器の野」）と名付けたマナー・ハウスおよび作業員の宿舎を建てた。従業員には1日10時間労働を定め、工場の中に洗濯場を設け、昼食休憩は1時間を義務付け、従業員がゲーム・新聞・議論を楽しむクラブ、チャーター・オーク・ホールを建てた。こうしてコルトは従業員の福利厚生に関しては、先覚的な雇用主となった。
コルトは事業で完全に成功したので、個人の生活も楽しもうと思い、1856年6月5日、ハートフォードからすぐの川下に住んでいたウィリアム・ジャービス牧師の娘、エリザベス・ジャービスと結婚した。
南北戦争ではコルトは莫大な利益を上げ、これを社会還元すべくコルトは私費を投じて、1861年に1000挺の自社製リボルビングライフルを政府へ提供。これを装備する「コカチネット第一コルトリボルビングライフル連隊」を組織して、自らも大佐の階級を得て戦場へ立つつもりであったが、その矢先に痛風、炎症性リューマチ、動脈炎の併合症にかかって死亡した。亡くなった時、資産は1,500万ドルあると見積もられた。これを妻と息子に遺し、工場の責任者は義弟のリチャード・ジャービスに任せた。

## 大衆文化
- テレビシリーズ『スーパーナチュラル』では、サミュエル・コルトは「何でも殺せる」リボルバーを造った人で、ワイオミング州にあって地獄の門を塞ぐ、巨大な「悪魔の罠」となっている。